# Рахмат Али
Чаудхури Рахмат Али (урду چودھری رحمت علی‎ , англ. Choudhary Rahmat (Rehmat) Ali; 16 ноября 1897 — 3 февраля 1951) — пакистанский националист, публицист, в 1933 году впервые предложил название «Пакистан» для нового мусульманского государства в Южной Азии.

## Об имени
Личное имя при рождении — Рахмат Али (в другой транскрипции Рехмат Али). Чаудхури (Чаудхри) — почетный титул, означает «помещик». Фамилии у Рахмата Али не было.

## Биография
Рахмат Али родился в деревне Балачаур в Пенджабе; его отец, Хаджи Шах Мухаммад, был зажиточным крестьянином и глубоко религиозным человеком. В 1912—1918 годах Рахмат Али учился в Лахоре, получил степень бакалавра по английскому и персидскому языку и по экономике. По финансовым причинам, ему несколько раз приходилось прекращать учёбу, поэтому на учебную программу для степени бакалавра, которая обычно занимала четыре года, Рахмат Али потратил шесть лет. Ещё в студенческие годы занимался публицистикой и журналистикой, был сторонником мусульманского сепаратизма. Окончив колледж, работал репетитором в богатых семьях; в 1923—1925 годах получил неоконченное юридическое образование, после чего работал секретарём и юрисконсультом наследника местного наваба. В 1930 году уехал в Великобританию и в 1930—1940 годах учился в Кембриджском университете.
28 января 1933 года опубликовал брошюру «Сейчас или никогда» (Now or Never), в которой предложил создать отдельное государство «ПАКСТАН» (сокр. от Пенджаба, Афганской провинции, Кашмира, Синда и Белуджистана) для «30 миллионов братьев-мусульман», борющихся против «политического распятия и полного уничтожения». Брошюра была протестом против малодушного, по мнению Рахмата Али, поведения мусульманских лидеров во время конференции круглого стола в Лондоне по индийскому вопросу.

Индия, в том составе, которая она имеет в настоящее время, — это не имя единой страны и не родина единой нации. Нет, это именование государства, созданного, впервые за всю историю, британцами. Она включает народы, которые никогда ранее не являлись частью Индии ни в какой период её истории, а у которых, напротив, испокон веков и до прихода британцев, были и сохранялись собственные, отдельные национальности.
Оригинальный текст (англ.)
India, constituted as it is at the present moment, is not the name of one single country; nor the home of one single nation. It is, in fact, the designation of a State created for the first time in history, by the British. It includes peoples who have never previously formed part of India at any period of its history; but who have, on the other hand, from the dawn of history till the advent of the British, possessed and retained distinct nationalities of their own.

— Рахмат Али, «Сейчас или никогда»
При этом в своей первой брошюре Рахмат Али не сказал ни слова о независимости для мусульман Бенгалии или Ассама.

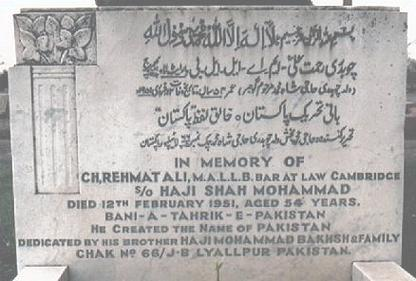
Надгробный памятник Рахмату Али

Брошюра произвела сильное впечатление на чиновников и политиков, связанных с индийским вопросом, и в 1933 году несколько раз обсуждалась комитетом по индийской конституционной реформе. Поначалу, предложение Рахмата Али вызывало отрицательные реакции. Мусульманские лидеры назвали его «химерическим и непрактичным»; индийские националисты — «худшим примером коммунализма»; британские власти — «непредставительным и безответственным».
По совету некого доктора Хана, название «Пакстан» было заменено на более благозвучное «Пакистан». В 1933 году Рахмат Али основал Пакистанское национальное движение для борьбы за духовное, культурное, социальное, экономическое и национальное освобождение мусульман от так называемого «индианизма». В 1934—1940 годах занимался публицистикой, писал письма индийским и британским политикам, редакторам британских и немецких газет. В 1940 году впервые за 10 лет посетил Британскую Индию, где вошёл в конфликт с руководством Мусульманской лиги, которое с подозрением относилось к ПНД и его основателю-эмигранту. Британские власти не позволили Рахмату Али посетить Лахор, где у него было много последователей среди студентов и интеллигенции. 22 марта на съезде ПНД в Карачи произнёс речь против мусульманских политиков, идущих на компромисс с индийскими националистами, после чего вернулся в Кембридж.
В 1943 году Рахмат Али был допущен к адвокатской практике. До 1947 года продолжал публиковать брошюры о политическом устройстве Южной Азии. Умер в 1951 году; похоронен в Кембридже.